# SOAPnet
SOAPnet (також стилізовано як SoapNet з 2000 по 2002 рік) — американський кабельний телеканал, що спеціалізувався на трансляції мильних опер та серіалів прайм-тайму, як сучасних, так і класичних. Канал належав корпорації The Walt Disney Company і розпочав мовлення 20 січня 2000 року. Його діяльність було офіційно припинено 31 грудня 2013 року.

## Історія
SOAPnet був створений як додатковий сервіс для глядачів, які не мали змоги переглядати мильні опери у прямому ефірі вдень. На початку роботи канал транслював повтори денних мильних опер телеканалу ABC у зручний для працюючих людей час — рано вранці та ввечері. Така модель швидко здобула популярність серед цільової аудиторії.
Компанія Disney, яка володіла як ABC, так і новим каналом, здійснила активну промоційну кампанію SOAPnet, пропонуючи мовникам розповсюдження каналу в складі пакета з іншими популярними брендами, такими як ESPN чи ABC Family. У разі відмови від такого пакета, Disney займала жорстку переговорну позицію. Наприклад, компанія Time Warner на знак протесту тимчасово припинила трансляцію каналу (7 канал) на два дні.
У цей час Sony Pictures Entertainment планувала створити конкурента під назвою SoapCity, який мав би транслювати програми телеканалів CBS та NBC. Однак через відсутність підтримки кабельних операторів проєкт було скасовано на початку 2000 року, хоча вебсайт SoapCity певний час ще функціонував як архів.
Спочатку SOAPnet транслював популярні мильні опери All My Children(«Усі мої діти»), One Life to Live(«Одне життя»), General Hospital(«Загальна лікарня»), а також Port Charles(«Порт-Чарльз»). Канал також показував старі телесеріали, які вважалися класикою жанру: Falcon Crest(«Сокіл Крест»), Dynasty II(«Династія II»): The Colbys(«Колбі»), Sisters(«Сестри»), Ryan's Hope(«Надія Раяна»), Hotel(«Готель») та інші.
2004 року канал оновив програмну сітку, запровадивши повтори мильних опер Another World(«Інший світ») і Days of Our Lives(«Дні нашого життя»), замінивши ними менш популярні шоу. Також в ефір повернулися культові серіали Dynasty(«Династія») та Dallas(«Даллас»). Унікальним проєктом стала трансляція рідкісної мильної опери 1980-х — Paper Dolls(«Паперові ляльки») (14 епізодів).
Із січня 2005 року SOAPnet почав транслювати мильні опери, які виходили на телеканалі Fox, зокрема Beverly Hills 90210(«Беверлі-Гіллз 90210») і Melrose Place(«Мелроуз Плейс»). Навесні того ж року в ефірі з'явилися повтори менш відомих драм, як-от Monroe(«Монро») та Skin(«Шкіра») із річною затримкою.
У липні 2005 року канал узяв на себе завершення першого сезону мильної опери Pasadena(«Пасадена») (виробництва Fox), випустивши в ефір дев'ять досі не показаних епізодів.
16 березня 2006 року SOAPnet оголосив, що вперше придбав права на трансляцію мильної опери каналу CBS — The Young and the Restless(«Молоді та неспокійні»). Це стало першою у своїй історії мильною оперою CBS, яку транслювали на SOAPnet.
26 травня 2010 року компанія Disney повідомила про поступове припинення роботи каналу SOAPnet, яке мало завершитись запуском нового дитячого каналу Disney Junior. Перехід планували на 22 березня 2012 року о 23:59. Проте, з огляду на те, що не всі провайдери погодилися на включення Disney Junior до своєї пропозиції, SOAPnet продовжував мовлення в обмеженому форматі до кінця 2013 року.
12 листопада 2013 року компанія Disney Media Networks офіційно оголосила, що SOAPnet буде остаточно закритий 31 грудня 2013 року. Основною причиною закриття названо зменшення аудиторії каналу через зростання популярності стримінгових сервісів і послуг відео на вимогу.

## Особливості телеканалуSOAPnet
SOAPnet відрізнявся унікальним підходом до ретрансляції мильних опер. Час від часу канал змінював традиційний хронологічний порядок показу епізодів на тематичний. Такий формат дозволяв глядачам переглянути найвизначніші та найемоційніші моменти з історії мильних опер, зібрані за спільною темою.
Однією з таких тематичних програм був цикл про найвідоміші весілля — добірка епізодів, присвячених розкішним церемоніям одруження у класичних серіалах. Іншим прикладом стало шоу «Sonnylicious», що об'єднало найбільш пам'ятні сцени за участю Моріса Бенарда, який виконує роль Сонні Корінтоса у серіалі General Hospital («Загальна лікарня»). Ще одна знакова підбірка — «Tad the Cad» (буквально — «Тед-покидьок» або «Тед-бабій»), що зосереджувалась на сюжетній лінії персонажа Теда Мартіна з серіалу All My Children («Усі мої діти»), якого зіграв Майкл Е. Найт. У цій добірці показували численні романтичні пригоди героя, зокрема його стосунки з Лізою Колбі, а згодом — із її матір'ю Меріан.
Оскільки SOAPnet був дочірнім проєктом Walt Disney Company, канал також мав підтримку у вигляді інтеграції з тематичними парками Disney. Починаючи з листопада 2000 року, у парку Disney-MGM Studios у Флориді проводився щорічний захід ABC's Super Soap Weekend, а з літа 2001 року його доповнили події в Disney California Adventure Park. Під час цих зустрічей глядачі мали змогу не лише поспілкуватися з улюбленими акторами, а й побувати на інтерактивних інтерв'ю, які проводили ведучі шоу Soap Talk. Події включали автограф-сесії та публічні запитання до зірок мильних опер.
Іншим прикладом впливу глядачів на політику каналу є історія трансляції мильної опери Ryan's Hope («Надія Раяна»). Цей серіал не показували з моменту його скасування у 1989 році, однак SOAPnet почав повтори з 1975 року (дати прем'єри) і дійшов до 1981 року. Протягом 2002 року нові підписники каналу почали масово надсилати петиції з проханням перезапустити показ серіалу з першого епізоду. У результаті, 17 березня 2003 року, у День святого Патріка, трансляція справді була відновлена з першої серії. До 2006 року SOAPnet уже досяг показу 1980 епізодів цього серіалу.
Водночас частина глядачів висловлювала занепокоєння щодо надмірної кількості програм у прайм-таймі, які не були класичними мильними операми. Йдеться, зокрема, про серіали Beverly Hills, 90210 та Melrose Place, що транслювалися на інших каналах незадовго до появи на SOAPnet. Шанувальники жанру закликали керівництво до показу старіших і менш доступних мильних опер, таких як Santa Barbara(«Санта-Барбара»), Loving («Любов»), Search for Tomorrow («У пошуках завтрашнього дня»), які належали ABC.
Час від часу Disney та SOAPnet обговорювали можливість запуску другого спеціалізованого каналу, який би транслював лише класичні мильні опери. Однак попри інтерес з боку аудиторії, цей проєкт так і не був реалізований.

## Програми

### Оригінальні шоу
- Soap Center (2000—2004)
- Soap Talk[en] (2002—2006)
- I Wanna Be a Soap Star[en] (2004—2007)
- 1 Day with… (2004—2005)
- Soapography (2004—2011)
- General Hospital: Night Shift[en] (спін-офф-серіал, 2007—2008)
- Вечірні трансляції старих мильних опер.Southern Belles: Louisville[en] (реаліті-шоу, 2009)
- Greg Behrendt's Wake Up Call[en] (реаліті-шоу, 2009)

### Нещодавні вечірні серіали
- Усі мої діти (1970 — дотепер)
- Дні нашого життя (1965 — дотепер)
- Центральна лікарня загального профілю (1963 — дотепер)
- Живеш лише раз. Одне життя, щоб прожити (1968 — дотепер)
- Молоді та неспокійні (1973 — дотепер)

### Вечірні трансляції старих серіалів
- Беверлі-Гіллз 90210 (1990—2000)
- Династія 2<span typeof="mw:DisplaySpace" id="mw5w">&nbsp;</span>Колбі (1985 — 1987)
- Даллас (1978—1991)
- Династія (1981 — 1989)
- Сокіл Крест (1981—1990)
- Готель (1983—1988)
- Західне узбережжя (Кнотс-Лендін) (1979—1993)
- Мелроуз Плейс (1992—1999)
- Монро (1995)
- Паперові ляльки (1984)
- Пасадена (2001)
- Сестри Рід (1991 — 1996)
- Шкіра (2003)

### Денні трансляції старих серіалів
- Інший світ (1964—1999)
- Порт-Чарльз (1997—2003)
- Надія Раяна (1975—1989)